# Nisrine Hammas
Nisrine Hammas (ur. 12 października 2002) – marokańska zapaśniczka walcząca w stylu wolnym. Brązowa medalistka mistrzostw Afryki w 2022 i piąta w 2020. Druga na mistrzostwach Afryki juniorów w 2019; trzecia w 2022 roku.